# カール・ベルナドッテ
カール・グスタフ・オスカル・フレドリク・クリスティアン・ベルナドッテ（スウェーデン語: Carl Gustaf Oscar Fredrik Christian Bernadotte, 1911年1月10日 - 2003年7月27日）は、スウェーデンの王族、スウェーデン王子（Prins av Sverige）。エステルイェートランド公（Hertig av Östergötland）の儀礼称号で呼ばれた。1937年に貴賤結婚をしたために王族の身分を失い、ベルナドッテ公（Prince Bernadotte）を称した。

## 生涯
スウェーデン王オスカル2世の三男であるヴェステルイェートランド公カールとその妻でデンマーク王フレゼリク8世の娘であるインゲボーの間の長男として生まれた。3人の姉のうち、次姉のマッタはノルウェー王太子オーラヴ（オーラヴ5世）と、三姉アストリッドはベルギー王レオポルド3世と結婚した。
カールは父親と同名であるため、スウェーデン王家では彼をムッレ（Mulle）という愛称で呼んでいた。母親のインゲボーは息子に「サムエル（Samuel）」と名づけようとしたが、王族の名前に相応しくないとして取りやめている。
1937年7月6日、王族の血を引かないローゼン伯爵夫人エルザ（Elsa von Rosen; 1904年 - 1991年）と身分違いの結婚をしたため、王位継承権および王族の身分を放棄した。義兄のベルギー王レオポルド3世は、カールにベルギー貴族としての爵位「ベルナドッテ公（Prince Bernadotte）」の称号を与え、また彼の男系子孫はベルナドッテ伯爵（夫人）を名乗ることが認められた。カールは1951年にエルザと離婚し、1954年にはアン・ラーション（1921年 - 1975年）と再婚したものの、1961年には再び離婚した。そして1978年にクリスティーネ・リヴェルスルッド（Kristine Rivelsrud; 1932年 - 2014年）と三度目の結婚をした。
カールは1950年代後半、スウェーデン国中の注目を集めたフースビ事件（Husebyaffären）の中心人物だった。カールはスウェーデン南部のヴェクショー郊外に広大な所領をもつ高齢のイギリス人女性フローレンス・スティーヴンス（Florence Stephens）から、違法な資産移譲によって彼女の財産を受け取っていたのだった。スティーヴンスはこれにより破滅し、カールは法廷に引き出された。カールは罪を全て自白したが、裁判所は彼を精神異常と断定し、罪を問える状態でないとして釈放した。
裁判の後まもなく、カールはスウェーデンを出国し、余生をスペインで送った。カールは2003年、スペイン南部のマラガで亡くなった。
1945年には、スウェーデン王室を仲介者とする第二次世界大戦の日本と連合国間の和平工作を、スウェーデン公使館附武官であった小野寺信と担当した。その内容は、NHK特集「日米開戦不可ナリ〜ストックホルム　小野寺大佐発至急電〜」（1985年12月8日、NHK）で取り上げられ、本人のインタビューもある。

## 子女
最初の妻エルザ・フォン・ローゼンとの間に娘が一人おり、ベルナドッテ伯爵夫人の姓を名乗った。
- マデレーン・インゲボルグ・エラ・アストリッド・エルザ（1938年 - ） - 1962年、Charles Albert Ullens de Schooten Whettnallと結婚